# Prawo stosunków objętościowych
Prawo stosunków objętościowych, prawo Gay-Lussaca – prawo chemiczne sformułowane przez Josepha Gay-Lussaca w 1808 roku, zgodnie z którym:
W reakcji między gazami objętości obu substratów (względem siebie) oraz łączna objętość substratów do objętości produktu gazowego, mierzone w tych samych warunkach temperatury i ciśnienia, mają się do siebie jak niewielkie liczby całkowite.
Prawo to zostało później wykorzystane przez Amedeo Avogadra do sformułowania hipotezy znanej obecnie jako prawo Avogadra.